# Glipa nipponica
Glipa nipponica là một loài bọ cánh cứng trong họ Mordellidae. Loài này được Nomura miêu tả khoa học năm 1957.